# گورستان بث دیوید
گورستان بث دیوید (انگلیسی: Beth David Cemetery) یک گورستان یهودیان است که در جاده المونت در المونت نیویورک واقع شده‌است. این گورستان در سال ۱۹۱۷ تأسیس شد. تا سال ۲۰۱۲، به‌طور تقریبی ۲۴۵٬۰۰۰ خاک‌سپاری در این گورستان انجام گرفته بود.